# Bernhard Schachner
Bernhard Schachner (ur. 10 stycznia 1986 w Mödling) – austriacki piłkarz występujący na pozycji pomocnika. Wychowanek zespołu Admira Wacker Mödling. Dwukrotny reprezentant Austrii U-21.